# Paragem de Cavalões
A Paragem de Cavalões foi uma interface da Linha do Porto à Póvoa e Famalicão, que servia a localidade de Cavalões, em Portugal.

## História
O troço entre Famalicão e Fontaínhas da Linha do Porto à Póvoa e Famalicão, onde esta interface se situava, abriu à exploração no dia 12 de Junho de 1881.